# Ponte de Caramagara
A Ponte de Caramagara (em turco: Karamağara Köprüsü, lit. "Ponte da Caverna Negra") é uma ponte bizantina ou romana tardia na antiga região da Capadócia, no leste da Turquia, e possivelmente a mais antiga ponte em arco ogival conhecida.
A ponte, juntamente com grande parte do vale do rio Arapeguir, está submersa desde a construção da barragem de Quebane em 1975, o que fez com que o nível da água no vale do Eufrates e alguns dos seus afluentes a montante aumentassem drasticamente.

## Arco pontiagudo
A nervura em arco pontiagudo foi construída sem argamassa entre as aduelas. No seu lado oriental, a jusante, uma inscrição cristã quase intacta em grego percorre a maior parte do seu comprimento, citando quase literalmente o Salmo 121, versículo 8 da Bíblia. O texto diz:
Κύριος ὁ Θεὸς φυλ[ά]ξει τὴν εἰσοδ[όν] σου κε τὴν ἐ[ξ]οδόν σου ἀπὸ τοῦ νῦν καὶ ἔως τοῦ αἰῶνος, ἀμὴ[ν], ἀμ[ὴν], ἀ[μὴν].
Kýrios ho Theós phyláxei tēn eisodón sou ke tēn exodón sou apó tou nyn kai héōs tou aiṓnos, amḗn, amḗn, amḗn.
[O] Senhor Deus pode guardar a sua entrada e a sua saída desde agora e para sempre, amém, amém, amém.
Uma análise paleográfica das formas das letras gregas fornece uma data de construção da ponte no século V ou VI. Com a maior parte das pontes de alvenaria romanas apoiadas em arcos semicirculares ou, em menor número, em arcos segmentados, a ponte de Caramagara representa um exemplo igualmente raro e antigo do uso de arcos pontiagudos não apenas na construção de pontes da Antiguidade Tardia, mas também na história da arquitetura em geral. Juntamente com outros exemplos tardios romanos e sassânidas, evidenciados principalmente na construção de igrejas primitivas na Síria e na Mesopotâmia, a ponte prova a origem pré-islâmica do arco pontiagudo na arquitetura do Oriente Próximo, que os conquistadores muçulmanos posteriormente adotaram e construíram. As pedras contendo as inscrições gregas foram removidas da ponte e levadas ao Museu de Elaze em 1972.